# اتحاد إيران لكرة القدم
تأسس اتحاد جمهورية إيران الإسلامية لكرة القدم (بالفارسية: فدراسیون فوتبال جمهوری اسلامی ایران) عام 1920م، وانضم إلى الاتحاد الدولي لكرة القدم في 1945م، ثم انضم إلى الاتحاد الآسيوي لكرة القدم في 1958م ويقع مقره في مدينة طهران.